# 840 Zenobia
A 840 Zenobia (ideiglenes jelöléssel 1916 AK) a Naprendszer kisbolygóövében található aszteroida. Max Wolf fedezte fel 1916. szeptember 25-én.